# باستین پینسکه
باستین پینسکه (انگلیسی: Bastian Pinske؛ زادهٔ ۱۹ سپتامبر ۱۹۷۸) بازیکن فوتبال اهل آلمان است.
از باشگاه‌هایی که در آن بازی کرده‌است می‌توان به باشگاه فوتبال کیکرز اوفنباخ، باشگاه فوتبال اوردینگن ۰۵، و باشگاه فوتبال قوت-وایس ارفورت اشاره کرد.